# Cabo Verde (Minas Gerais)
Cabo Verde é um município brasileiro do sul do estado de Minas Gerais, Região Sudeste do país. Localiza-se a oeste da capital do estado, distando desta cerca de 475 km. Ocupa uma área de 367.470 km² e sua população em 2017 era estimada em 14330 habitantes.

## História
Com a sede a 950 metros acima do nível do mar. Tem como maior produção e fonte de renda econômica o Café. O povoado surgiu ao redor da capela erguida em honra a Nossa Senhora do Rosário do Cabo Verde, em 1766. Em outubro de 1866, elevou-se a município e em 1877 adquiriu foro de município.
Cabo Verde teve um de seus filhos ilustres, o Tte. Cel. Luís Antônio de Morais Navarro, que militando na política foi chefe do Partido Liberal local, titulado por Dom Pedro II o segundo barão de Cabo Verde, em 3 de agosto de 1889, decreto registrado no Livro XII, pag. 120, Seção Histórica do Arquivo Nacional.
Já em 25 de abril de 1868 havia recebido o grau Cavaleiro da Imperial Ordem da Rosa, pelos relevantes serviços prestados a cidade, inclusive, na qual a sua família possuía a fazenda Anhumas com um engenho de açúcar, (e ainda seria presidente de sua Câmara Municipal, em dois períodos: de 15 de janeiro de 1881 a 6 de abril de 1881 e de 7 de março de 1892 a 6 de novembro de 1894) e ao município vizinho, Muzambinho.
Aos 9 de janeiro de 1881, o futuro barão de Cabo Verde empossou outro cabo-verdense ilustre, Cesário Cecílio de Assis Coimbra - avô materno do futuro 19º Presidente do Brasil, em 1955, Carlos Coimbra da Luz - como o primeiro presidente da Câmara Municipal de Muzambinho.

Em 18 de junho de 1881, teve o seu grau, na Imperial Ordem da Rosa, elevado para Comendador em reconhecimento a sua atuação política administrativa em prol da região.
Um de seus filhos, também cabo-verdense, o Cel. Francisco Navarro de Moraes Salles - que era casado com Delminda America Pereira de Magalhães Navarro, filha do Professor Major Joaquim Leonel Pereira de Magalhães e de Ana Custodio de Moraes Navarro de Magalhães, irmã do Barão de Cabo Verde - dirigiu por mais de 20 anos os destinos políticos de Muzambinho, como presidente da Câmara Municipal, por várias legislaturas (de 1894 a 1904 - de 1912 a 1913 - de 1925 a 1930), estreitando ainda mais os laços que já eram existentes entre as duas cidades.
O segundo barão de Cabo Verde foi casado com Josefa Amelia dos Santos Bueno de Moraes Navarro, Baronesa de Cabo Verde. Faleceu o barão em 6 de janeiro de 1901, aos 71 anos, no mesmo solo em que nasceu e onde, também, foi sepultado - Cabo Verde.

## Geografia
Localiza-se a uma latitude 21º28'19" sul e a uma longitude 46º23'46" oeste, estando a uma altitude de 927 metros. De acordo com o censo realizado pelo IBGE em 2010, sua população é de 13.823 habitantes.
Possui uma área de 368,52 km². A densidade demográfica é de 39,34 hab/km².
Os municípios limítrofes são Divisa Nova a leste,  Monte Belo a norte, Areado a nordeste, Botelhos a sul, Caconde (SP) a oeste e Muzambinho (MG) a noroeste.
Possui os distritos de Serra dos Lemes e São Bartolomeu de Minas.

### Relevo, hidrografia e meio ambiente

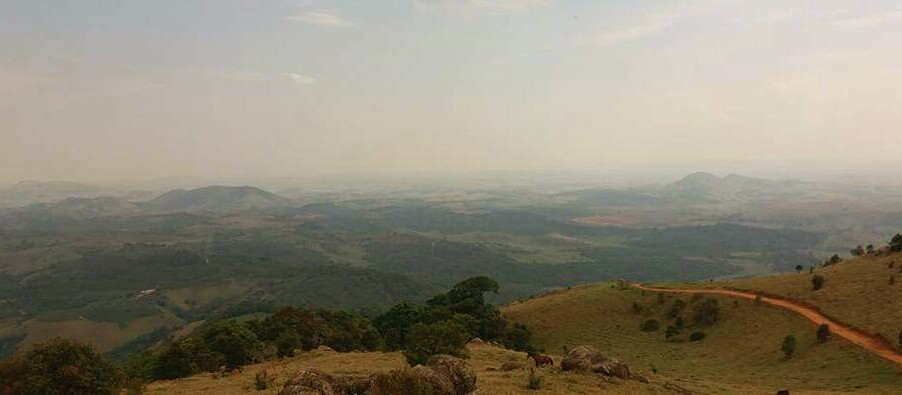
O Pico do Mirante na Serra do Mirante é um dos pontos mais altos da região.

O relevo do município de Cabo Verde é predominantemente montanhoso. Aproximadamente 45% do território caboverdense é coberto por mares de morros e áreas onduladas, enquanto que os 52% são terrenos montanhosos e apenas 3% são planos. A altitude máxima encontra-se na Serra do Mirante, que chega aos 1 342 metros, enquanto que a altitude mínima está na foz do Ribeirão São Miguel, com 780 metros. Já o ponto central da cidade está a 920 m 
A vegetação original corresponde ao domínio da Mata Atlântica.

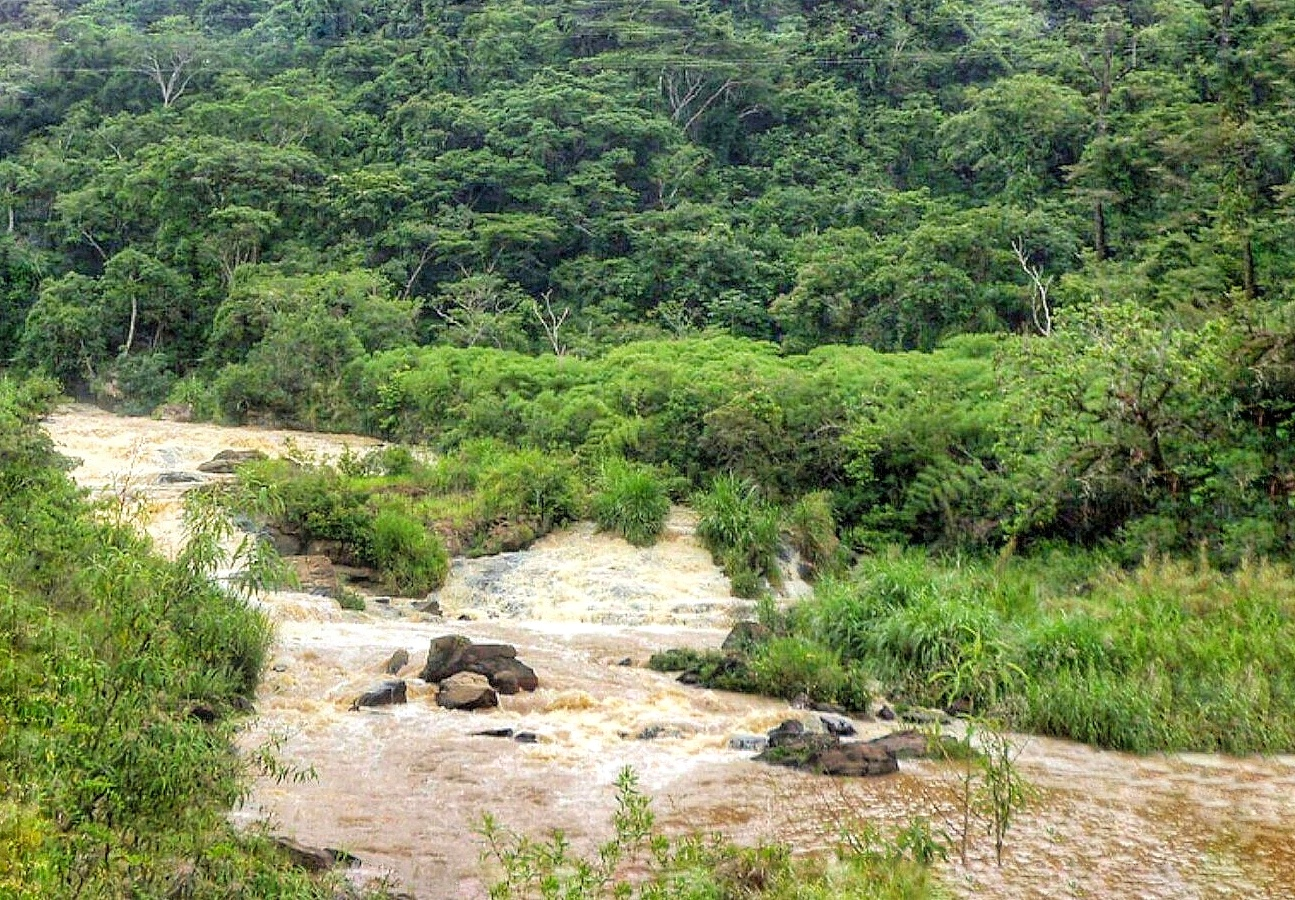
Rio Cabo Verde entre Divisa Nova e Cabo Verde.

Os principais  cursos de água que banham o município são o Rio Cabo Verde e o Ribeirão Assunção, os quais fazem parte da Bacia do rio Grande. O Rio Cabo Verde possui uma usina hidrelétrica no bairro pedregal.

Cabo Verde conta com uma área alagada de 1,28 Km² pela Represa de Furnas.

## Demografia

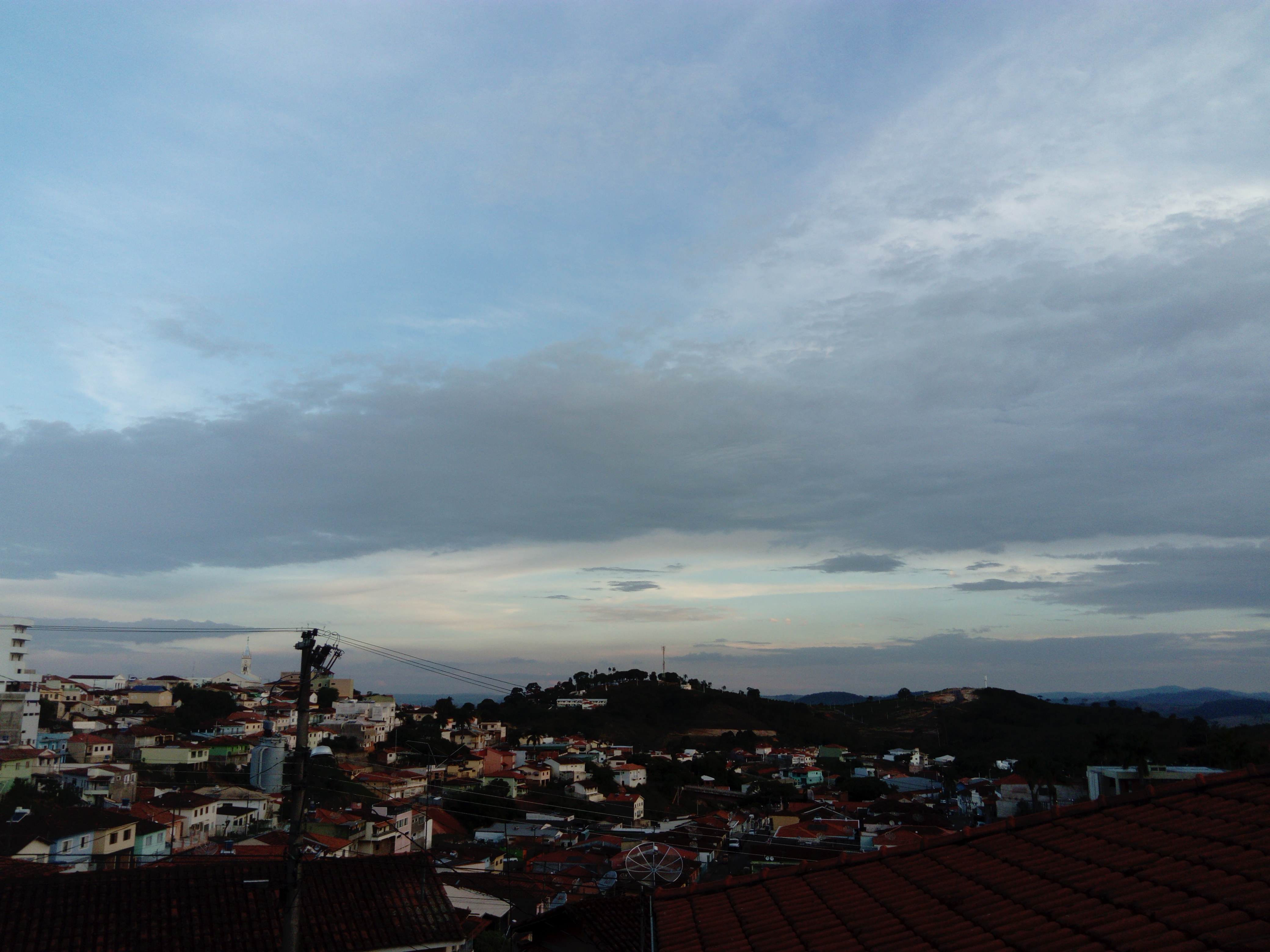
Vista parcial da sede do município

Em 2010, a população do município foi contada pelo Instituto Brasileiro de Geografia e Estatística (IBGE) em 13 823 habitantes. Segundo o censo daquele ano, 7 432 habitantes eram homens e 6 371 habitantes mulheres. Ainda segundo o mesmo censo, 7 627 habitantes viviam na zona urbana e 6 196 na zona rural. Já segundo estatísticas divulgadas em 2016, a população municipal era de 14 314 habitantes. Da população total em 2010, 2 867 habitantes (20,74%) tinham menos de 15 anos de idade, 9 802 habitantes (70,91%) tinham de 15 a 64 anos e 1 154 pessoas (8,35%) possuíam mais de 65 anos, sendo que a esperança de vida ao nascer era de 75,8 anos e a taxa de fecundidade total por mulher era de 2,1.
Em 2010, a população caboverdense era composta por 9 030 brancos (65.33%), 4 752 negros e pardos (34.37%) e  35 amarelos (0,25%) . Considerando-se a região de nascimento, 12 996 eram nascidos no Sudeste , no Nordeste , 502 na região Sul e 31 no centro-oeste. 12 543 habitantes eram naturais do estado de Minas Gerais  e, desse total, 9 928 eram nascidos em Cabo Verde. Entre os  naturais de outras unidades da federação, o Paraná era o estado com maior presença, com 502 pessoas , seguido por São Paulo, com 438 residentes , e pela Bahia, com  151  habitantes residentes no município .
O  Índice de Desenvolvimento  Humano  Municipal (IDH-M) de Cabo Verde  é considerado médio pelo Programa das Nações Unidas para o Desenvolvimento (PNUD), sendo que seu valor é de 0,674 (o  2573º maior do Brasil). O município possui a maioria dos indicadores próximos à média nacional segundo o PNUD. Considerando-se apenas o índice de educação o valor é de 0,527, o valor do índice de longevidade é de 0,847  e o de renda é de 0,686. De 2000 a 2010, a proporção de pessoas com renda domiciliar per capita de até meio salário mínimo reduziu em 53,1% e em 2010, 89.5% da população vivia acima da linha de pobreza, 13,3% encontrava-se na linha da pobreza e 5,9% estava abaixo e o coeficiente de Gini, que mede a desigualdade social, era de 0,43, sendo que 1,00 é o pior número e 0,00 é o melhor. A participação dos 20% da população mais rica da cidade no rendimento total municipal era de 49,%, ou seja, 9,9 vezes superior à dos 20% mais pobres, que era de 5%.

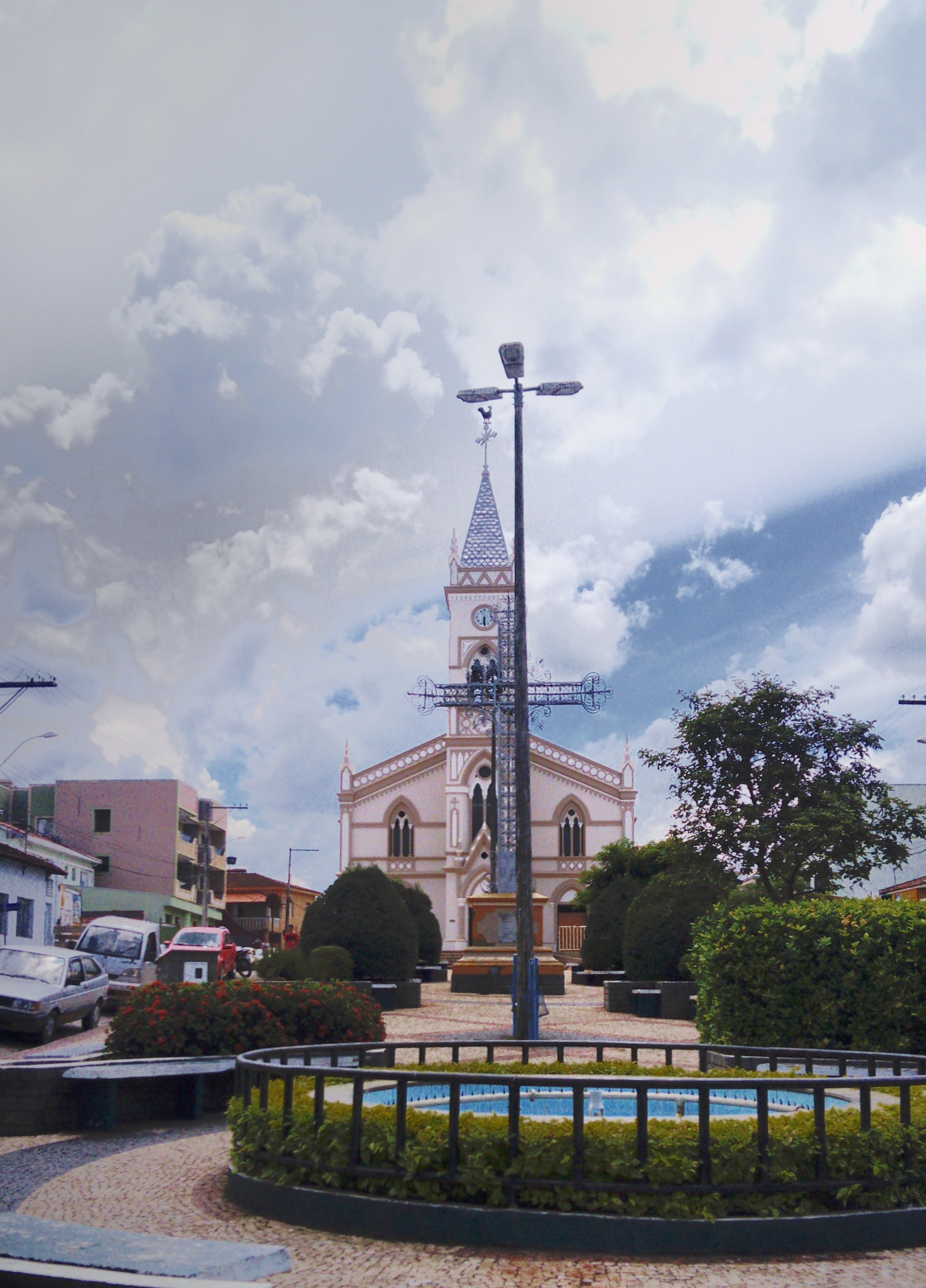
Monumento do Cruzeiro na praça da Matriz

De acordo com dados do censo de 2010 realizado pelo IBGE, a população de Cabo Verde era composta por: 10 825 católicos , 2 638 evangélicos,  26 espíritas ,  e 199 pessoas sem religião .

## Economia
No Produto Interno Bruto (PIB) de Cabo Verde, destacam-se a agropecuária e a área de prestação de serviços, com significativa participação da Cafeicultura. De acordo com dados do IBGE, relativos a 2014, o PIB do município era de R$ 172,148 mil, 8,334 mil eram de impostos sobre produtos líquidos de subsídios a preços correntes e o PIB per capita era de R$ 10 875,39. Em 2010, 71,6% da população maior de 18 anos era economicamente ativa, enquanto que a taxa de desocupação era de 2,5%.
Salários juntamente com outras remunerações somavam 15,672 mil reais e o salário médio mensal de todo município era de 1,9 salários mínimos. Havia 175 unidades locais e 270 empresas atuantes em 2012.
Setor primário
| Produção de Café, Milho, Feijão e Cana-de-Açúcar em Cabo Verde no ano 2012 | Produção de Café, Milho, Feijão e Cana-de-Açúcar em Cabo Verde no ano 2012 | Produção de Café, Milho, Feijão e Cana-de-Açúcar em Cabo Verde no ano 2012 | Produção de Café, Milho, Feijão e Cana-de-Açúcar em Cabo Verde no ano 2012 |
| -------------------------------------------------------------------------- | -------------------------------------------------------------------------- | -------------------------------------------------------------------------- | -------------------------------------------------------------------------- |
| Produto                                                                    | Área colhida (hectares)                                                    | Produção (tonelada)                                                        |                                                                            |
| Café                                                                       | 8 090                                                                      | 16 746                                                                     |                                                                            |
| Milho                                                                      | 2 080                                                                      | 9 600                                                                      |                                                                            |
| Feijão                                                                     | 420                                                                        | 336                                                                        |                                                                            |
| Cana-de-Açúcar                                                             | 415                                                                        | 38 180                                                                     |                                                                            |

Em 2014, a pecuária e a agricultura acrescentaram 52 945 mil reais na economia de Cabo Verde. Segundo o IBGE, em 2012 o município possuía um rebanho de  20 501 bovinos, 14 bubalinos, 418 equinos, 45 muares ,184 ovinos, 4 230 suínos e 144 198 aves, entre estas 51 951 galinhas e 92 247 galos, frangos e pintainhos.Neste mesmo ano, a cidade produziu 13 475 mil litros de leite de 7 419 vacas, 258 mil dúzias de ovos de galinha e 1 891 quilos de mel de abelha.
Na lavoura temporária, são produzidos principalmente  cana-de-açúcar,milho,feijão,batata e a soja.Na lavoura permanente se destacam a produção de café arábica que é o principal produto gerador de renda do município e a produção de laranjas (196 toneladas).
Setores secundário e terciário
A indústria, em 2014, era o setor menos relevante para a economia do município .Adicionando 10 846 mil reais ao PIB de Cabo Verde. Já o setor de prestação de serviços , administração, saúde e educação públicas e seguridade social adicionou 63 174 mil reais ao PIB do município.

## Administração
A administração municipal se dá pelos poderes executivo e legislativo. O representante do poder executivo de Cabo Verde eleito nas eleições municipais em 2020 foi Cláudio Antônio Palma (MDB), que conquistou um total de 4 883 votos (66,48% dos votos válidos).

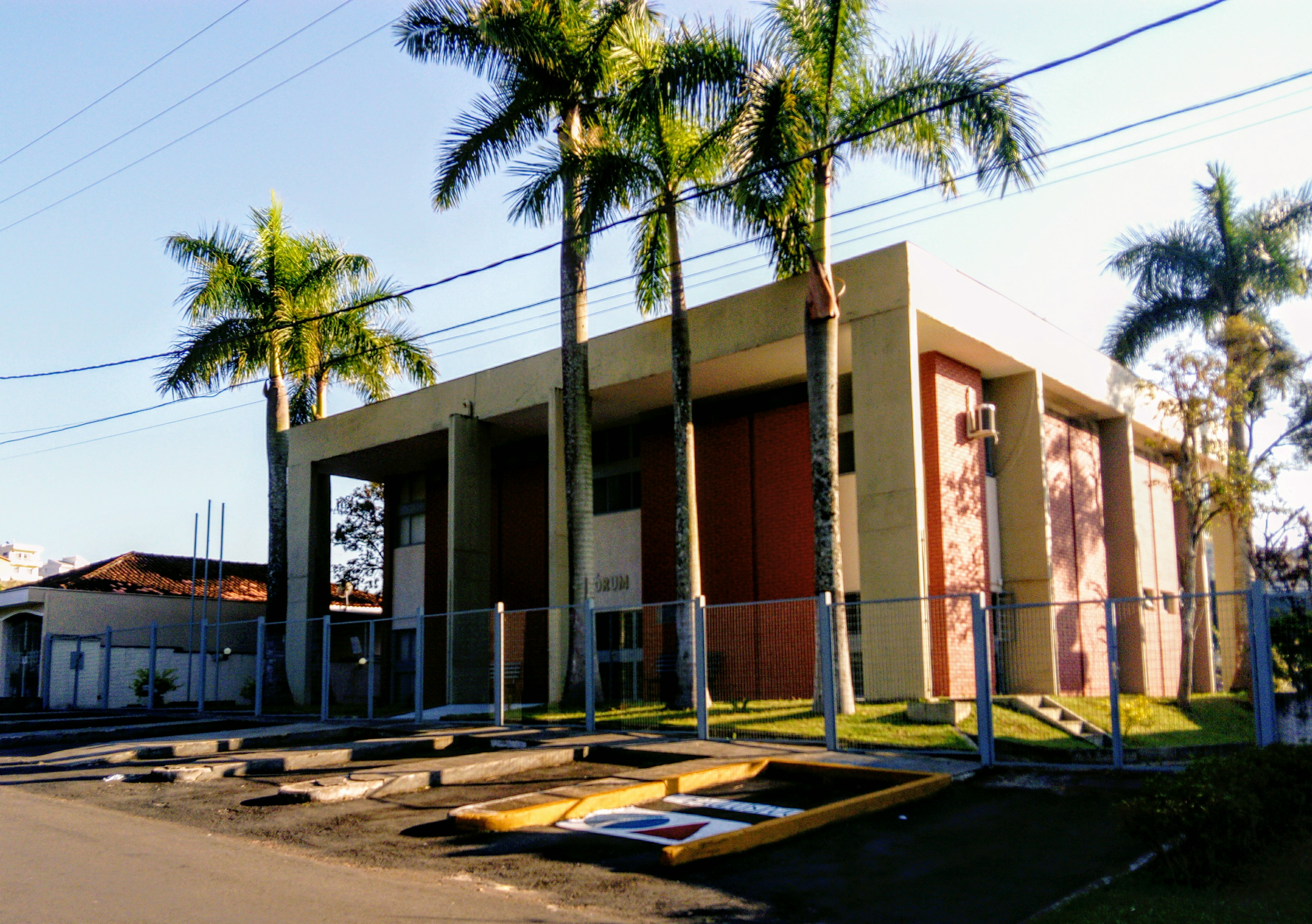
Fórum da comarca de Cabo Verde

O município é sede da  Comarca de Cabo Verde, que se localiza na sede do município.Sendo classificada como de primeira entrância.Foi instalada em 11 de abril de1892.
Além de Cabo Verde e seus distritos a comarca também é responsável pelo município de Divisa Nova.

## Transportes
A frota municipal no ano de 2012 era de 3 282 veículos, sendo 1 473 automóveis, 193 caminhões, três caminhões-trator, 508 caminhonetes, 159 caminhonetas, 52 micro-ônibus, 829 motocicletas, 14 motonetas, 48 ônibus e doze utilitários.
O município de Cabo Verde conta com a rodovia federal BR-146, que faz a ligação com a BR-491 e com o município de Poços de Caldas, e com uma rodovia municipal parcialmente pavimentada que liga o município a Divisa Nova e ao distrito de Serra dos Lemes. A Viação Santa Cruz mantém linhas diárias regulares que ligam a cidade a Botelhos, Poços de Caldas, Bandeira do Sul e Muzambinho.

## Figuras ilustres
- Antônio Joaquim Pereira de Magalhães
- Cesário Cecílio de Assis Coimbra
- David Machado
- Francisco Navarro de Morais Sales
- Luís Antônio de Morais Navarro
- Pedro Saturnino Vieira de Magalhães

## Igreja Católica
O município pertence à Diocese de Guaxupé.

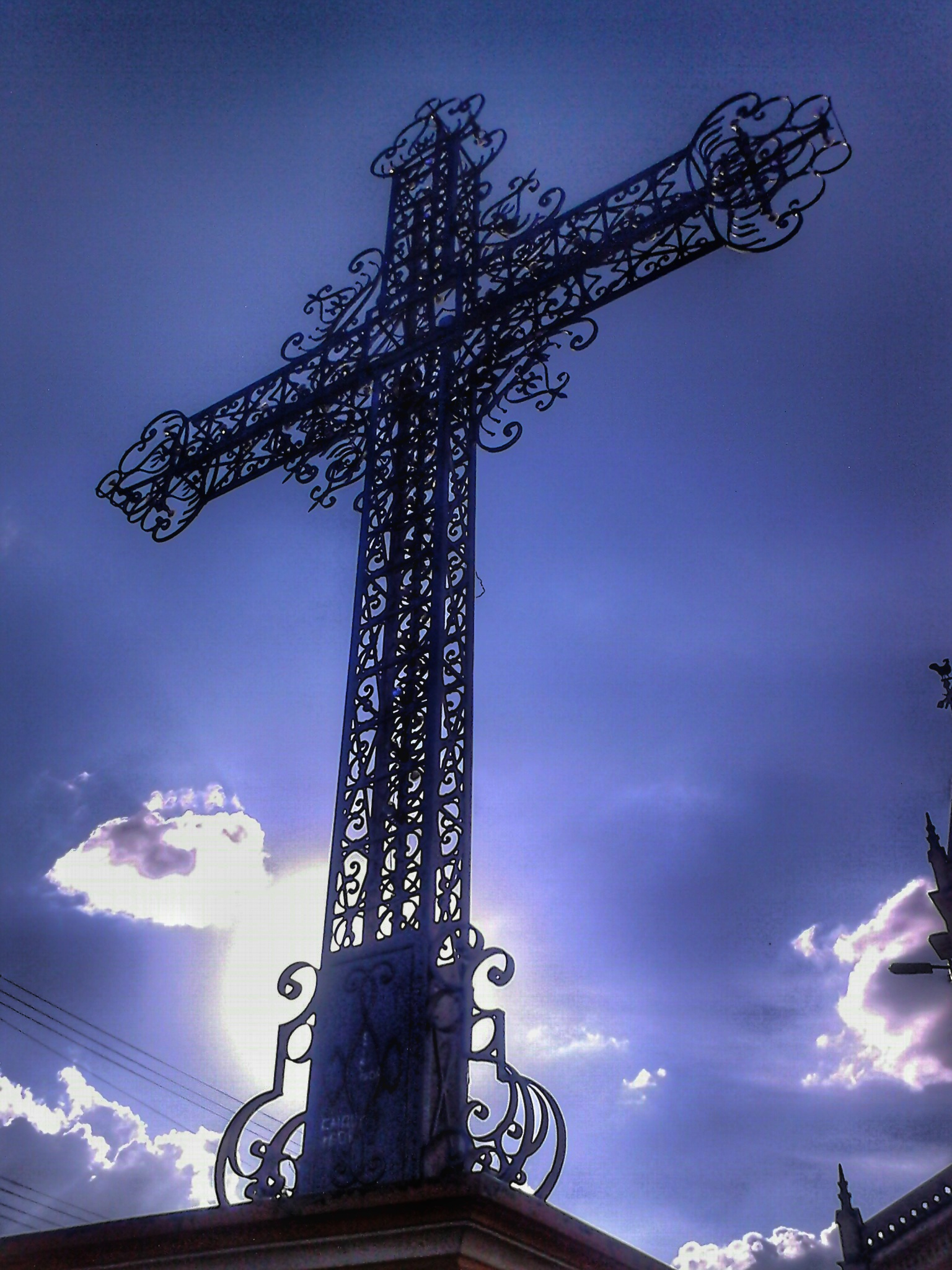
Monumento do Cruzeiro ao lado da Igreja Matriz